# أهل مخير

تعديل مصدري - تعديل

أهل مخير هي إحدى قرى عزلة سباح بمديرية سباح التابعة لمحافظة أبين، بلغ تعداد سكانها 138 نسمة حسب تعداد اليمن لعام 2004.